# Franz von Sickingen

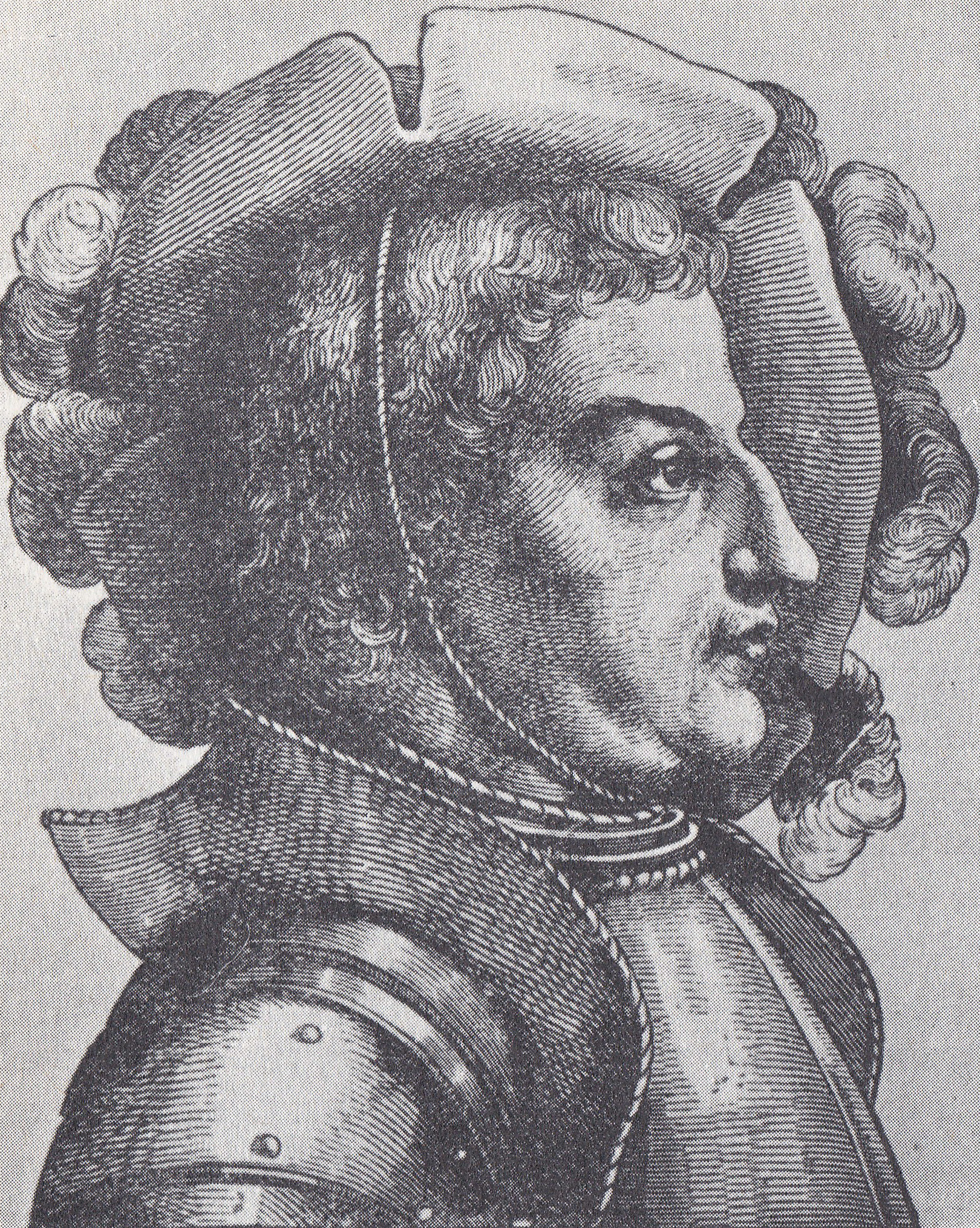
Franz von Sickingen

Franz von Sickingen (Ebernburg, 2 maart 1481 – Landstuhl, 7 mei 1523), was een Duitse ridder en een van de meest vooraanstaande figuren in Duitsland uit de eerste periode van de Reformatie. Hij was leider van de Rijnlandse en Zwabische ridderschap tijdens de Ridderoorlog (1522-1523). Hij stond ook bekend als beschermer van aanhangers van de Reformatie.

## Geslacht Sickingen
Het adellijke geslacht Sickingen stamt oorspronkelijk uit het huidige Noord-Badense gewest Kraich. De in 1606 tot rijksbaronnen en in 1790 tot rijksgraven verheven tak van Sickingen zu Hohenburg is de laatst overgeblevene. De tak Sickingen-Schallodenbach stierf in 1668 uit, Sickingen-Ebernburg in 1768 en Sickingen-Sickingen in 1834.

## Afstamming en familie (1481–1515)
Franz von Sickingen was de enige zoon van Schweickhardt von Sickingen, die hem in 1504 aanzienlijke landgoederen tussen Nahe, de Neder-Elzas en het noordelijke Zwarte Woud naliet. Behalve land erfde hij ook een aanzienlijk vermogen van zijn vader. Dit deel van de erfenis bestond uit geld, investeringen in koper- en zilvermijnen en uit schuldbekentenissen van verscheidene rijksvorsten. Aan de Nahe had grootvader Reinhard von Sickingen al bezittingen gehad. In 1499 trouwde Franz von Sickingen met Hedwig von Flersheim. Samen kregen ze zes kinderen. Zijn vrouw stierf bij de geboorte van het jongste kind in 1515. Tot aan de dood van zijn vrouw was Sickingen vooral bezig met het consolideren van zijn bezittingen.

## Strijd met de keizer (1515–1519)
Na de dood van zijn vrouw wijdde Sickingen zich aan de verbetering van de omstandigheden voor de ridderstand. Op militair gebied werd het ridderschap meer en meer door moderne oorlogsvoering verdrongen, en ook in politiek opzicht verloren de ridders steeds meer betekenis. Dat leidde tot verarming en toenemende afhankelijkheid van de landsheren. Sickingen probeerde een beperking van de macht van de landsheren te bereiken en tevens een versterking van de ridderstand en de keizer.
Ondanks de heersende Eeuwige Landvrede van de Rijkshervorming van 1495 vocht Sickingen vanaf 1515 talrijke vetes op grond van het middeleeuwse veterecht uit. Het in het Rijk geldende Romeins Recht wees hij af, omdat het de boeren en de lagere adel, waartoe ook de ridders werden gerekend, benadeelde. Meestal betrof het onenigheid met de Paltische keurvorst Lodewijk. Toen hij echter vanwege zijn ruzie met de rijksstad Worms (waarbij Götz von Berlichingen hem steunde) door keizer Maximiliaan I in de ban werd gedaan, moest hij, om politiek te overleven, in dienst van de Franse koning treden.
Nadat de keizer de ban had opgeheven, keerde Sickingen terug en stelde zich weer in dienst van de keizer. De succesvolle campagnes tegen Worms, Lotharingen, Metz, het landgraafschap Hessen en de rijksstad Frankfort leverden hem niet alleen flink financieel gewin op, maar zeker ook een toegenomen politieke invloed in het Rijk.

## Keizerkeuze en Reformatie (1519–1521)
Na de dood van keizer Maximiliaan I in 1519 was zijn opvolging omstreden. Als leider van het leger dat de Rijksdag bij de verkiezing van de nieuwe keizer moest beschermen, had Sickingen de mogelijkheid de keuze te beïnvloeden. In eerste instantie nam hij smeergeld aan van koning Frans I van Frankrijk. Toen de verkiezing echter plaats zou vinden, voerde hij zijn troepen naar Frankfort, waar hun aanwezigheid de verkiezing van de Spaanse koning Karel I tot keizer Karel V bewerkstelligden. Voor deze dienst werd Sickingen tot keizerlijk kamerheer en staatsraad benoemd. In 1521 mocht hij een veldtocht tijdens de Italiaanse Oorlog van 1521 tegen Frankrijk leiden, waarbij Picardië werd geplunderd, maar uiteindelijk bij Mézières tot terugtrekking werd gedwongen.
In deze tijd leerde Sickingen Ulrich von Hutten kennen, die hem overtuigde van de noodzaak van de Reformatie. Sickingen zette zich al snel in voor Maarten Luther, en bood hem onder andere asiel aan. Hoewel Luther daar zelf geen gebruik van maakte, deden andere kopstukken van de Reformatie dat wel, zoals Johann Schwebel en Caspar Aquila. Velen van hen hadden, vanwege hun ideeën, hun posities verloren of zelfs moeten vluchten. De Ebernburg kreeg al snel de bijnaam “Herberg der Gerechtigheid”. Het is niet verwonderlijk dat deze theologen al snel allerlei hervormingen doorvoerden. Zo werden er erediensten in het Duits gehouden en Avondsmaalvieringen (met brood en wijn).
Bij het begin van de veldtocht tegen Trier viel de groep weer uiteen. De meesten vonden elders weer een aanstelling als predikant.

## Ridderoorlog (1522–1523)
In 1521 was Sickingen, als succesvol legeraanvoerder, het idool van de lagere adel geworden. Deze groep kwam steeds meer in de verdrukking tussen de opkomende steden aan de ene kant en de machtspolitiek van de regionale vorsten aan de andere kant. Uitgaande van de goedkeuring van Karel V, ging Sickingen door met zijn beproefde vetepolitiek, onder andere tegen de steden Straatsburg en Keulen. Het conflict met de Zuid-Duitse steden zorgde er echter voor dat Sickingen voor het eerst in financiële problemen kwam. Daarbij kwamen ook nog de schulden die de keizer bij hem had, oplopend tot zo’n 100.000 gulden.
Na het mislukken van de Franse veldtocht verzamelde Sickingen in 1522, geholpen door Hutten, een grote legermacht om de kerkelijke vorstendommen omver te werpen en de ridderstand weer meer macht te geven. Zijn leger bestond vooral uit edelen uit het Rijnland en Zwaben. Hij hoopte op de steun van de steden en de boeren. In augustus 1522 werd Sickingen in Landau in der Pfalz formeel tot commandant benoemd.
Met de oorlogsverklaring aan Richard von Greiffenklau zu Vollrads, de aartsbisschop van Trier, begon de Ridderoorlog. Sickingen trok op naar de stad Trier. In tegenstelling tot Sickingens vroegere tegenstanders, kon Greiffenklau wel rekenen op brede steun van de landvorsten. Ook de stad bleef trouw aan de aartsbisschop. Daarbij bleef de keizerlijke steun, waarop Sickingen eigenlijk had gerekend, uit. Sterker nog, de opstandelingen werden zelfs in de rijksban gedaan.
Na de verovering van de Trierse steden Blieskastel en Sankt Wendel mislukte het beleg van de stad Trier al in september 1522. Na de winter ging de vorstencoalitie in de tegenaanval. Eind april 1523 moest Sickingen zich terugtrekken op zijn burcht in de Palts, Burg Nanstein bij Landstuhl. De burcht weerstond het beleg dat volgde maar enkele dagen, vooral omdat de aanvallers gebruik maakten van artillerie. Dit was een van de eerste keren dat er bij een beleg artillerie werd gebruikt. Al snel schoten de aanvallers bressen in de anders ondoordringbare vesting. Bij deze beschietingen raakte Sickingen zelf zwaargewond. Op 6 mei 1523 werd hij tot capitulatie gedwongen en de volgende dag bezweek hij aan zijn verwondingen. Hij werd in Landstuhl begraven. Op de Ebernburg werd in 1889 een monument ter nagedachtenis aan Sickingen en Hutten opgericht.
Na zijn dood kregen zijn zonen geleidelijk weer de oude familierechten terug. Zijn zoon Franz Conrad werd tot rijksbaron verheven en in 1773 werd een nakomeling rijksgraaf. In de loop van de 17e en 18e eeuw traden de verschillende takken van de familie weer tot het katholicisme toe. De laatst overgebleven tak van de familie leeft in Oostenrijk.